# Les Veys
Ne doit pas être confondu avec Le Vey.
Les Veys est une ancienne commune française du département de la Manche et la région Normandie, devenue le 1er janvier 2017 une commune déléguée au sein de la commune nouvelle de Carentan-les-Marais.
Elle est peuplée de 479 habitants.

## Géographie
La commune s'inscrit dans le Parc naturel régional des Marais du Cotentin et du Bessin.
Cette commune maritime se compose de plusieurs hameaux : Beuzeville (avec son église), Auville (avec sa chapelle), la Gonnivière, la Miseraigne, Beauvais, la Campagne, le Clos du Sey, la Vallée de Catz, la Sablonnière, Cruchy, Ferme du Pin, le Haut de Délasse, Cantepie, la Fontaine, la Blanche, la Bretonnière, le Haut Clos, la Chasse Ferré, Saint-Sauveur, Saint-Vigor, la Poissonnerie, les Ormeaux, la Londe, la Rosière, le Vieux Château, le Taut, le Marais de Salines.
Le nord du territoire se compose de nombreux polders : polder Frémont, polder Fortin, polder de l'Étang, polder du Flet. Le paysage est entre terre et mer avec également le marais des Salines. La commune est bordée à l'est par la Vire et au sud par le ruisseau du Moulin Poisson. Elle est traversée par le ruisseau Flet.

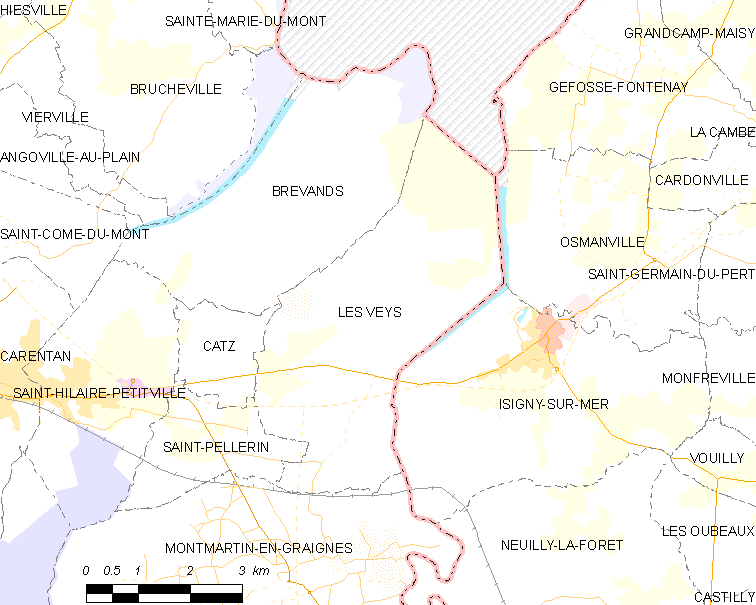
La commune déléguée est bordée par la mer de la Manche au nord. Les communes limitrophes sont Osmanville (Calvados), Isigny-sur-Mer (Calvados), Montmartin-en-Graignes, Saint-Pellerin (commune nouvelle de Carentan-les-Marais), Catz et Brévands (commune nouvelle de Carentan-les-Marais).

## Toponymie

### Les Veys
La commune s'est constituée en 1837 sur la fusion d’Auville-sur-le-Vey et de Beuzeville-sur-le-Vey.
L'appellation les Veys est empruntée à celle de la baie des Veys, c'est-à-dire « des gués » qui permettaient jadis de la traverser à pied, vei ou vé représentant la variante normande du mot gué que l'on retrouve par ailleurs en composition dans Hémevez et un ancien Esteinvei à Fresville (du vieux norrois steinn « pierre »).
Le mot français gué est issu du latin vadum, croisé avec le vieux bas francique *wad̄ « gué, endroit guéable, bas-fond » ou directement du vieux bas francique *wad̄, semblable au vieux haut allemand wat « idem » et au moyen néerlandais wat « idem ». Les dialectes septentrionaux ont conservé le W- [w] initial, passé à W- / V- [v] postérieurement en normand (vers la fin du XIIe siècle). La limite de ce phénomène est parallèle à la ligne Joret en Normandie.
La route des Veys était jusqu'au XVIIe siècle le seul accès depuis l'ouest vers le marais du Cotentin et la région de Carentan. Les deux passages, du « Grand et du Petit Vey », ne se faisaient qu'avec des guides en raison de la force du courant et du mascaret de la Vire.

#### Beuzeville
Beuzeville est attesté au XIIe siècle sous la forme latinisée Bosevilla.
Il s'agit d'un toponyme médiéval en -ville, anciennement vile, d'où vilain « paysan du Moyen Âge » (élément issu du gallo-roman VILLA « domaine rural »). L'ensemble des spécialistes s'accorde à penser que le premier élément est un anthroponyme comme s'est généralement le cas,, d'origine germanique (francique) Boso ou vieux norrois Bósi (vieux danois Bosi),, d'où le sens global de « domaine rural de Boso » ou « de Bósi ». L'emploi de ce nom au Moyen Âge en Normandie paraît également à l'origine du nom de famille Beux, centré sur la Seine-Maritime et son dérivé Beuzelin centré sur la Normandie.
Le déterminant -sur-le-Vey, attesté aux XIIIe et XIVe siècles sous les formes latinisées super Vada, supra Vada « sur les Veys », fait référence à la baie des Veys près de laquelle l'agglomération se trouve. Plus précisément, la forme singulière -sur-le-Vey évoque le Petit Vey, gué sur la Vire près duquel l'ancienne paroisse était située, qui permettait de franchir la Vire à pied entre Auville et Isigny-sur-Mer.

#### Auville
Auville est attesté au XIIe siècle sous la forme latinisée Auvilla.
Toponyme médiéval en -ville (élément issu du gallo-roman VILLA « domaine rural »). Le premier élément est sans doute l'anthroponyme d'origine germanique (francique) Awo (masculin) ou Awa (féminin), d'où le sens global de « domaine rural d'Awo / Awa ». Le déterminant -sur-le-Vey est d'apparition assez tardive (XVIIIe siècle).

### Microtoponymie
Le hameau la Londe, qui signifie en vieux normand « bois, bosquet » (de l'ancien norrois lundr « bosquet », cf. Yquelon).
Le hameau la Vallée de Catz, du nom de la commune limitrophe Catz.
Le hameau Cantepie, toponyme fréquent dès les XIe – XIIIe siècles, forme normanno-picarde de « Chante pie ».
Le hameau Beauvais, toponyme fréquent dès les XIe – XIIIe siècles (forme dialectale de l'Ouest de Beauvoir, « bel aspect »).
Le hameau Cruchy, de Cruciacum : Crucius + -acum « domaine de Crucius » (gallo-romain).
Les lieux-dits en X-ière/-erie sont des habitats ultérieurs, résultant du développement démographique de la Normandie. Ils désignaient le domaine ou la ferme de la famille X, fondée sur les nouvelles terres obtenues par les grands défrichements des XIe et XIIIe siècles. Les essarts prennent le nom des défricheurs, suivi de la désinence -erie (forme semi-savante) ou -ière (forme populaire).
Les autres lieux-dits en (Hôtel / Hameau / Le / Clos / Pont / Maison)-X sont des constructions plus tardives, ils désignaient un bien de la famille X.

## Histoire

### Temps modernes
Au XVIe siècle, Beuzeville-sur-le-Vey était réputée pour ses pommes à cidre, comme l'atteste Julien du Paulmier, auteur d'un Traité du vin et du sidre en 1589 : « Les meilleurs sidres de la Normandie se trouvent en Costentin, & en premier lieu à Beuzeville sur le Vé, chez le sieur duquel lieu se trouvent Chevalier, pomme rayee de rouge, grosse comme un œuf ou plus, aigrette comme Passe-pomme : mais plus succulente, de couleur un peu vermeille au dedans. Le pommier est moyen, & de menu bois. »

### Révolution française et Empire
La commune fait partie du canton de Montmartin-en-Graignes avant d'intégrer celui de Carentan en 1801.

### Époque contemporaine
Le creusement du canal de Vire et Taute et les autres canaux du marais ont été creusés vers 1830.
En 1837, Beuzeville-sur-le-Vey (496 habitants en 1836) absorbe Auville-sur-le-Vey (182 habitants) et devient Les Veys.
Le 1er janvier 2017, Les Veys intègre avec deux autres communes la commune de Carentan-les-Marais déjà créée l'année précédente sous le régime juridique des communes nouvelles instauré par la loi no 2010-1563 du 16 décembre 2010 de réforme des collectivités territoriales. Les communes de Brévands, des Veys et de Saint-Pellerin deviennent des communes déléguées au même titre que les communes d'Angoville-au-Plain, Carentan, Houesville et Saint-Côme-du-Mont, déjà réunies, et Carentan est le chef-lieu de la commune nouvelle.

## Politique et administration
| Période                                  | Période       | Identité          | Étiquette | Qualité     |
| ---------------------------------------- | ------------- | ----------------- | --------- | ----------- |
| 1977                                     | 1989          | Francis Lecler    |           |             |
| 1989                                     | mars 2001     | Yvon Lorence      | SE        |             |
| mars 2001                                | décembre 2016 | Jean-Claude Haize | SE        | Agriculteur |
| Les données manquantes sont à compléter. |               |                   |           |             |

## Démographie
L'évolution du nombre d'habitants est connue à travers les recensements de la population effectués dans la commune depuis 1793. À partir du 1er janvier 2009, les populations légales des communes sont publiées annuellement dans le cadre d'un recensement qui repose désormais sur une collecte d'information annuelle, concernant successivement tous les territoires communaux au cours d'une période de cinq ans. 
Pour les communes de moins de 10 000 habitants, une enquête de recensement portant sur toute la population est réalisée tous les cinq ans, les populations légales des années intermédiaires étant quant à elles estimées par interpolation ou extrapolation. Pour la commune, le premier recensement exhaustif entrant dans le cadre du nouveau dispositif a été réalisé en 2006,.
En 2022, la commune comptait 479 habitants, en évolution de +7,88 % par rapport à 2016 (Manche : +0,44 %, France hors Mayotte : +2,49 %).
| 1793 | 1800 | 1806 | 1821 | 1831 | 1836 | 1841 | 1846 | 1851 |
| ---- | ---- | ---- | ---- | ---- | ---- | ---- | ---- | ---- |
| 420  | 469  | 536  | 477  | 490  | 496  | 683  | 689  | 660  |

| 1856 | 1861 | 1866 | 1872 | 1876 | 1881 | 1886 | 1891 | 1896 |
| ---- | ---- | ---- | ---- | ---- | ---- | ---- | ---- | ---- |
| 650  | 680  | 670  | 631  | 622  | 574  | 550  | 521  | 555  |

| 1901 | 1906 | 1911 | 1921 | 1926 | 1931 | 1936 | 1946 | 1954 |
| ---- | ---- | ---- | ---- | ---- | ---- | ---- | ---- | ---- |
| 550  | 519  | 446  | 462  | 469  | 477  | 492  | 509  | 511  |

| 1962 | 1968 | 1975 | 1982 | 1990 | 1999 | 2006 | 2011 | 2016 |
| ---- | ---- | ---- | ---- | ---- | ---- | ---- | ---- | ---- |
| 509  | 456  | 392  | 370  | 377  | 358  | 411  | 389  | 444  |

| 2019 | - | - | - | - | - | - | - | - |
| ---- | - | - | - | - | - | - | - | - |
| 438  | - | - | - | - | - | - | - | - |

| 1793 | 1800 | 1806 | 1821 | 1831 | 1836 |
| ---- | ---- | ---- | ---- | ---- | ---- |
| 154  | 172  | 178  | 179  | 173  | 182  |

## Économie
La commune se situe dans la zone géographique des appellations d'origine protégée (AOP) Beurre d'Isigny et Crème d'Isigny.

## Culture locale et patrimoine

### Lieux et monuments

#### Patrimoine religieux
- Église Saint-Martin des XIIe – XVIIIe siècles, qui a conservé son plan d'origine romane et un appareillage des pierres dans le mur de la nef qui rappellent le XIIe siècle. Sa tour est coiffée d'un petit clocher en forme de dôme.

Elle abrite plusieurs œuvres classées au titre objet aux monuments historiques dont une Vierge à l'Enfant (XVe), dix vitraux (XXe) de C. Champigneulle et H. Pinte. On doit à René Godefroy (1882-1963), chapelain épiscopal, curé des Veys de 1919 à 1962 et sculpteur sur pierre et sur bois de nombreux objets et statues dont le bénitier de l'église.
- Église Saint-Guingalois (Saint-Guénolé) d'Auville du XIVe siècle avec une épitaphe du XVe, un petit cimetière et une croix du XVIIe siècle armoriée.
- Ancien presbytère dont les murs des communs possèdent des sculptures médiévales[27].

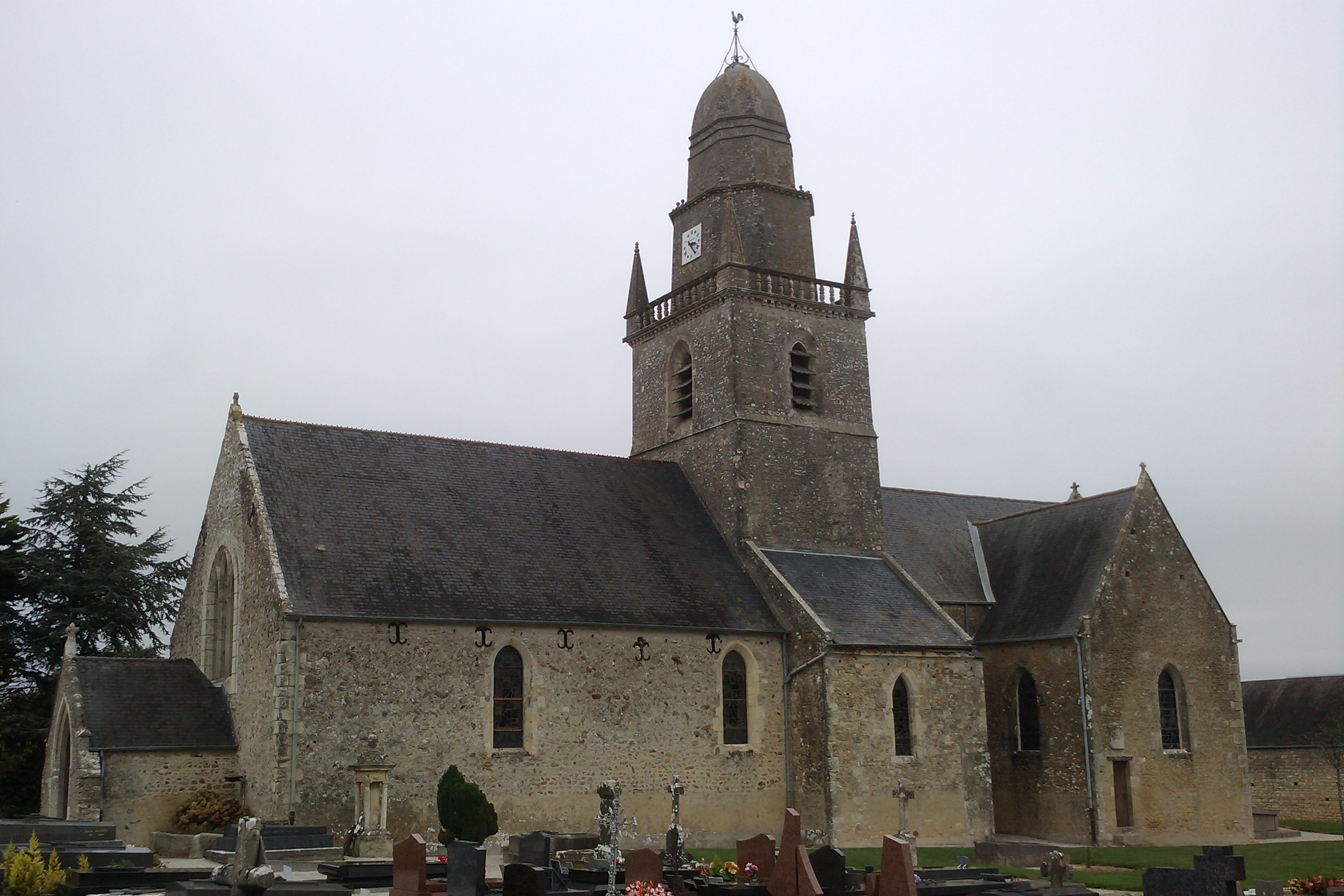
L'église Saint-Martin de Beuzeville.
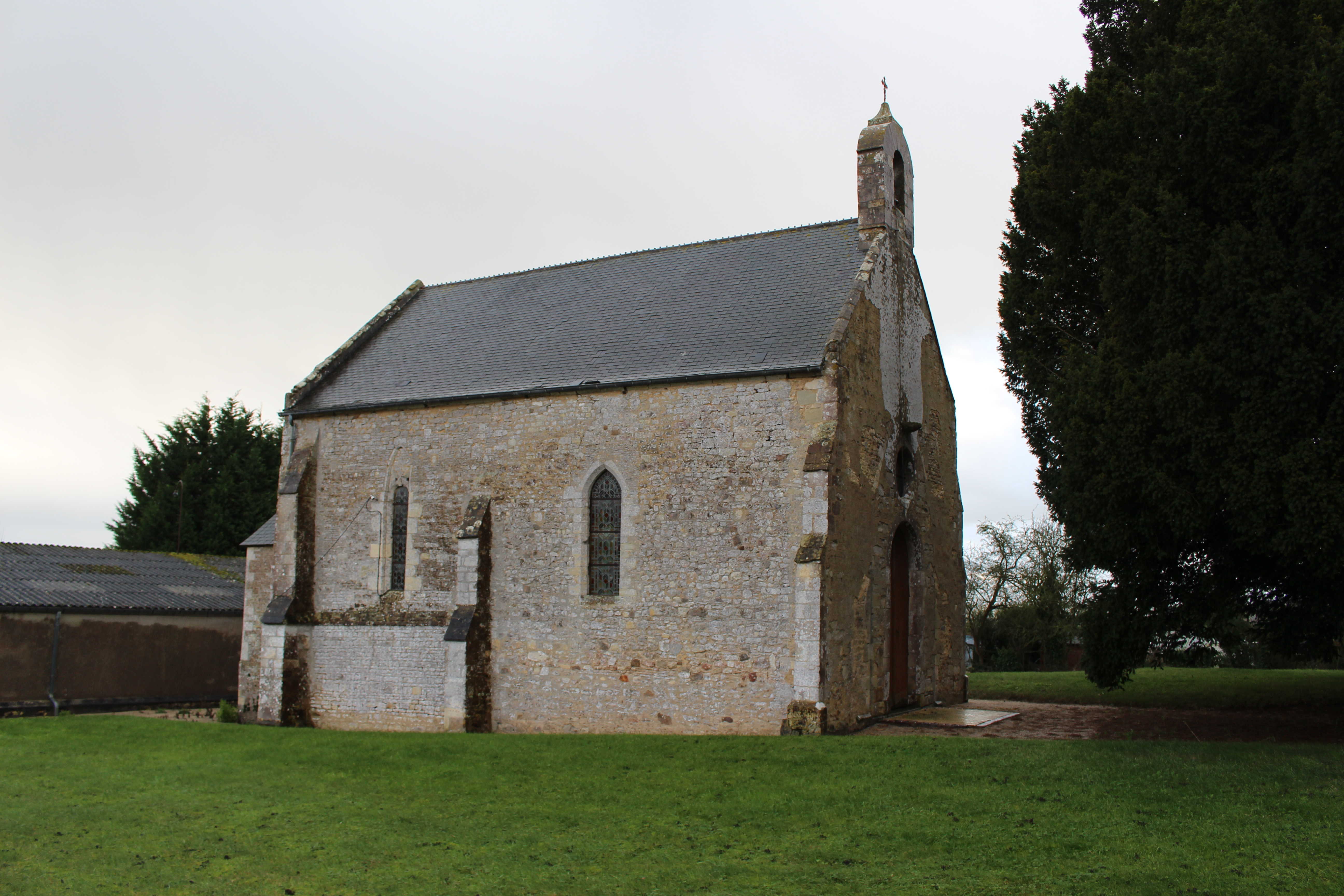
La chapelle Saint-Guingalois d'Auville.

#### Patrimoine civil
- Manoir de Cantepie du XVIe siècle, partiellement inscrit au titre des monuments historiques par arrêté du 26 août 1988[28].
- Vestiges du vieux château de Beuzeville du XVIe siècle.
- Château de la Gonnivière du XVIIe siècle.
- Ferme-manoir de la Poissonnerie du XVIe siècle.
- Saint-Sauveur des XVIe – XVIIe siècles.
- Ancien corps de garde de Beuzeville du XVIIIe siècle, inscrit au titre des monuments historiques par arrêté du 14 septembre 1992[29].

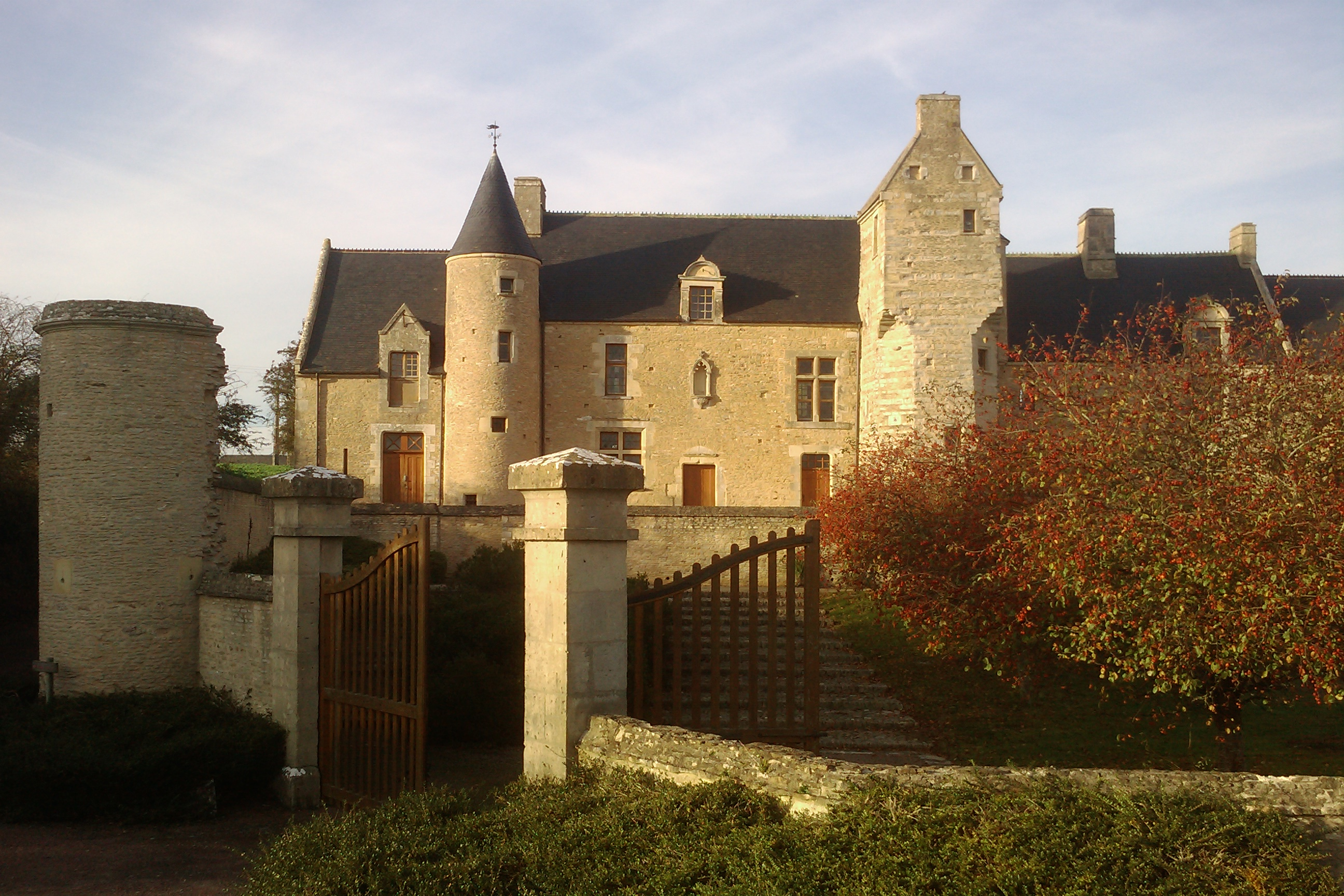
Le manoir de Cantepie.
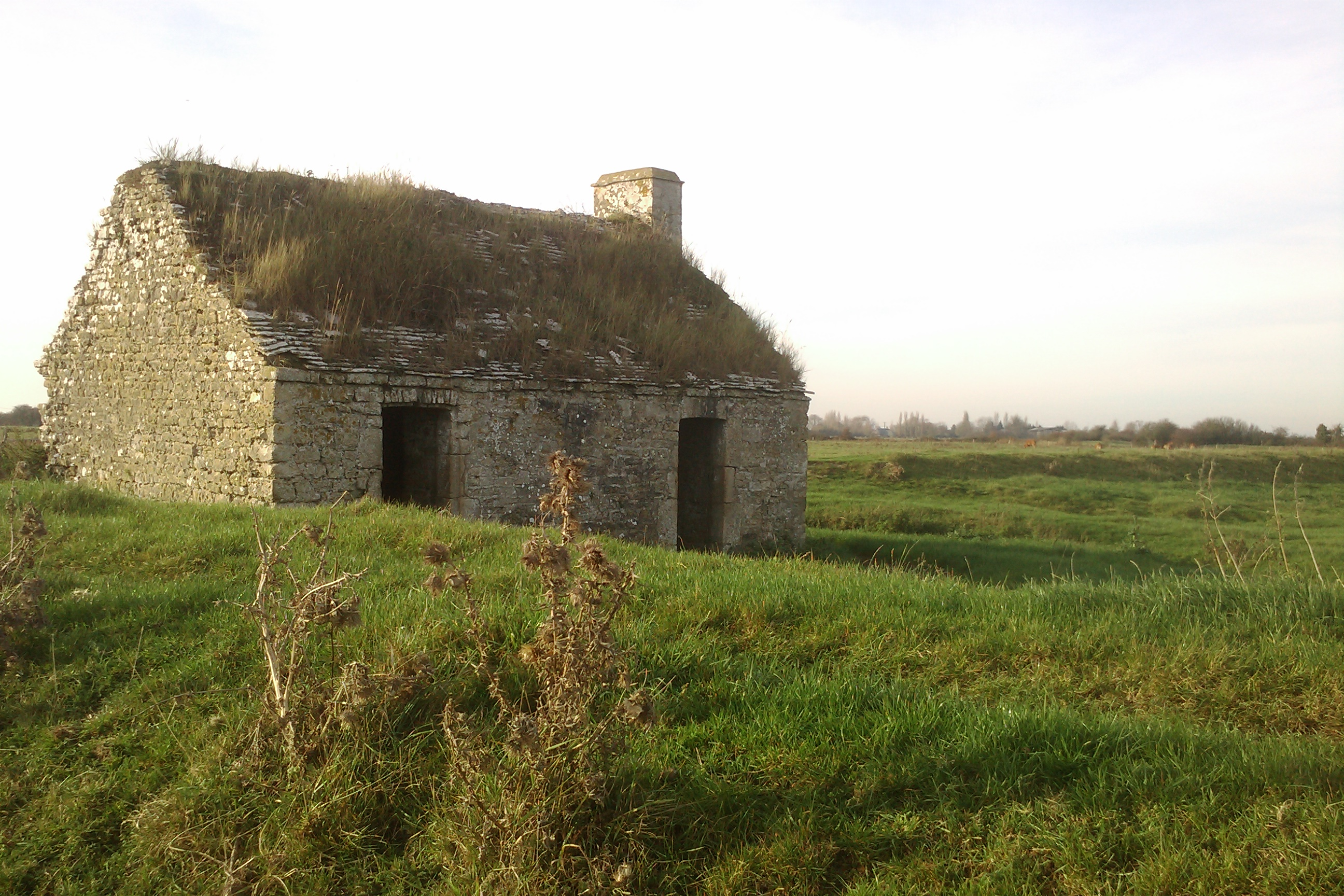
Le corps de garde des Veys.

### Site naturel
- Baie des Veys.
- Embouchure de la Vire.

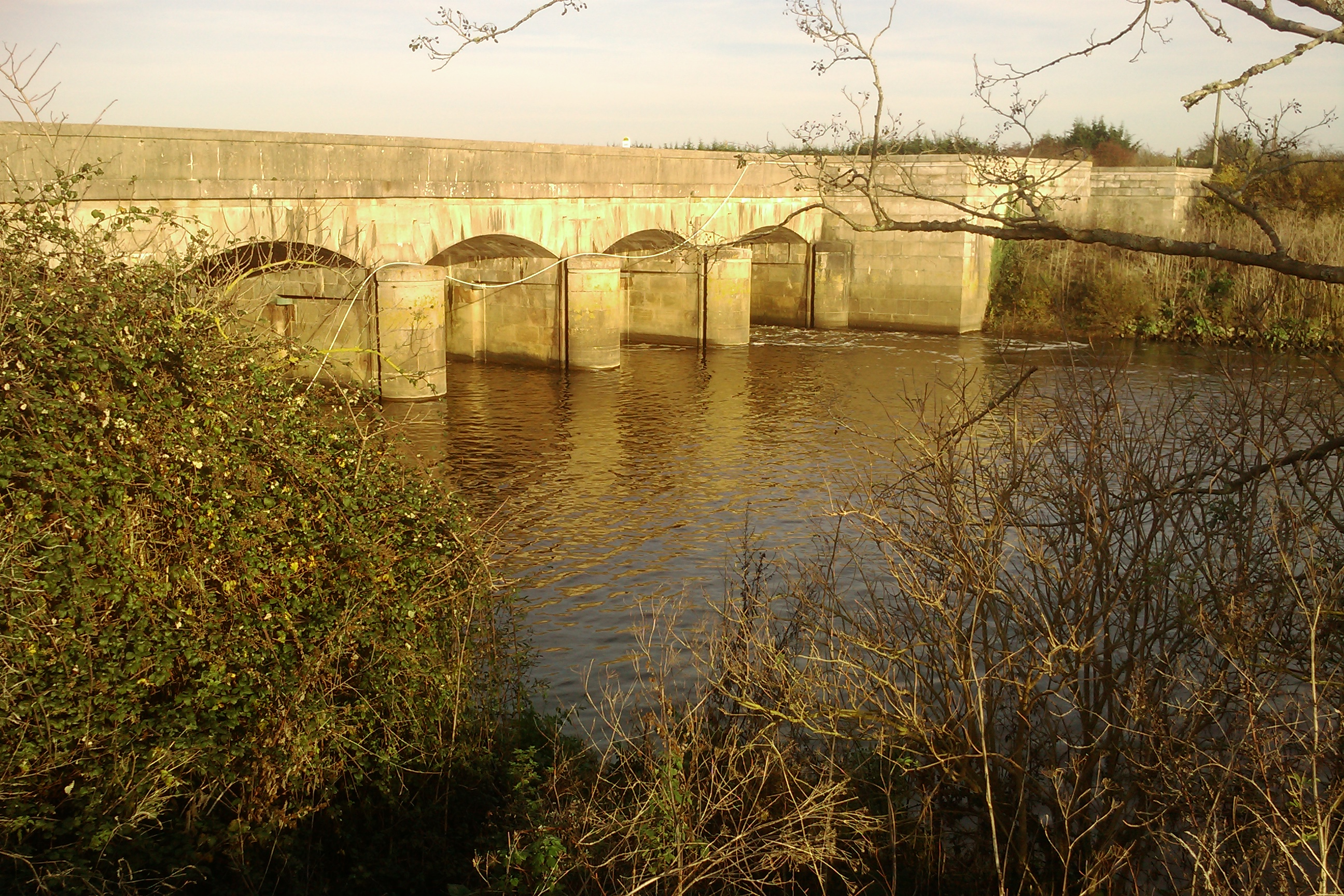
Le pont du Vey et ses portes à flots.

- Le pont du Vey et ses portes à flots.

### Personnalités liées
- Guillaume le Bâtard qui échappa aux seigneurs du Cotentin qui conspiraient pour l'assassiner en « passant de nuit avec grande peur et grande contrariété les gués de Vire (Wace) », c'est-à-dire le Grand et le Petit Vey[27].
- Anne-César, marquis de la Luzerne (1741-1791), chevalier, diplomate, ambassadeur de France aux États-Unis (1779-1784) et à Londres, inhumé dans le cimetière des Veys[27].